# David Bläsing

David Bläsing

David Bläsing (* 29. Dezember 1660 in Königsberg; † 7. Oktober 1719 ebenda) war ein deutscher Mathematiker und Astronom.

## Leben
Bläsing war der Sohn eines Zinngießers in der Königsberger Altstadt und hatte die Altstädter Schule besucht. Am 11. Oktober 1678 immatrikulierte er sich an der Universität Königsberg. Hier besuchte er die Vorlesungen von Andreas Hedio und Laurentius Weger in Philosophie, hörte die Mathematischen Vorlesungen bei Georg Wosegin und Bartholomäus Goldbach, frequentierte medizinische Vorlesungen bei Georg Rast und hatte in dem Theologen Georg Damm, bei dem er wohnte, einen weiteren Lehrer gefunden, der ihn förderte. Nachdem er 1682 unter Weger als Respondent bei der Disputation de verbo Dei aufgetreten war, bereiste er einige deutsche Städte und hatte sich an der Universität Leipzig eingefunden, wo er das Baccalaurat und am 25. Januar 1683 den akademischen Grad eines Magisters der Philosophie erwarb.
Nach über einem Jahr verließ er Leipzig nach vollendeter Disputation de erronea temporis mensuratione in itinere (Leipzig 3. Mai 1684) wieder, kehrte nach Königsberg zurück und beteiligte sich nach erfolgter Berufung in die philosophische Fakultät am Hochschulbetrieb. Als Nachfolger von Georg Wosegin erhielt er am 2. Mai 1690 die Professur der Mathematik, welche Stelle er am 14. September mit der Astronomischen Disputation de Mercurii per solem transitu  die X. Novembr. A.c. observando antrat. Nach einigen Jahren wurde ihm 1697 gewährt, eine Reise durch Deutschland, Holland, England und Frankreich zu absolvieren, wo er sich mit den bekanntesten Mathematikern seiner Zeit vertraut machte.
1699 wirkte er wieder in Königsberg. Er wurde am 11. März 1701 Mitglied der Akademie der Wissenschaften in Berlin und 1703 Senator der Akademie und Inspektor der Alumnen. Bläsing hatte sich auch an den organisatorischen Aufgaben der Königsberger Hochschule beteiligt. So war er mehrfach Dekan der philosophischen Fakultät, 1708 Prorektor und 1714 Rektor der Alma Mater. Er war mittlerweile verwitwet und ohne Nachkommen. Am 3. Mai 1716 stiftete er 1000 Reichstaler für ein Stipendium, Mathematicum Blaesingianum genannt, mit der Maßgabe, dass von den Zinsen ein Studierender der Mathematik vier Jahre lang 30 Reichsteiler erhalten  und dass von den Überschüssen eine Summe Geldes für ein weiteres Stipendium erspart werden sollte.
Per Testament hatte er verfügt, dass seine 3000 Bücher umfassende Sammlung der Universitätsbibliothek zugeführt werden und dass die philosophische Fakultät seinen Garten und die dazu gehörigen Gebäude erhalten solle. Seine mathematischen Instrumente, eine Münzsammlung, ein kleines Naturalien-Kabinett und eine Sammlung diverser Antiquitäten sollte ebenfalls die Universität erhalten. Seine der Universität vermachte Münzsammlung bildete die Grundlage für eine erste akademische Münzsammlung. Sein Silber und sonstiges Hausgerät bestimmte er für eine Kirche und zum Verkauf für die Armen. Nach seinem Tod wurde sein Leichnam  am 14. Oktober 1719 im Professorengewölbe des Königsberger Doms beigesetzt.

## Werke
- Disqvisitio anti-cartesiana de mundi extensione. (Resp. Christian Langhansen) Reusner, Königsberg 1684.
- Disquisitio physica, de nive. (Resp. Jacob Mittelpfort) Reusner, Königsberg 1686. (Digitalisat)
- Exercitatio Academica De Euclidis Propos. XLVII. Lib. I. Element. (Resp. Andreas Hedio) Reusner, Königsberg 1689. (Digitalisat)
- Exercitatio Geometrica, De Lineae Juxta Proportionem Divinam Divisione. (Resp. Georg Sigismund Rast) Reusner, Königsberg 1703. (Digitalisat)
- Exercitatio mathematico-physica: De sphaerarum coelestium symphonismo. (Resp. Johann Jakob Quandt) Königsberg 1705.
- Dissertatio Academica, De Eclipsi Lunari, ejusque secundum tabulas Rudolphinas instituendo calculo duobus exemplis quorum alterum d. 19. Jul. 1711., alterum d. 23. Jan. 1712. (Resp. Christoph Langhansen) Königsberg 1711. (Digitalisat)
- Dissertatio astronomica de linea meridiana. (Resp. Georg Heinrich Rast) Zaenker, Königsberg 1716. (Digitalisat)
- Potiores Arithmeticae regulas algebraice evolutae. (Resp. Georg Andreas Orlov) Reusner, Königsberg 1717. (Digitalisat)